# شهرستان آلاپایفسکی
شهرستان آلاپایفسکی (به لاتین: Alapayevsky District) یک شهرستان در روسیه است که در استان سوردلوفسک واقع شده‌است.